# Remington Arms

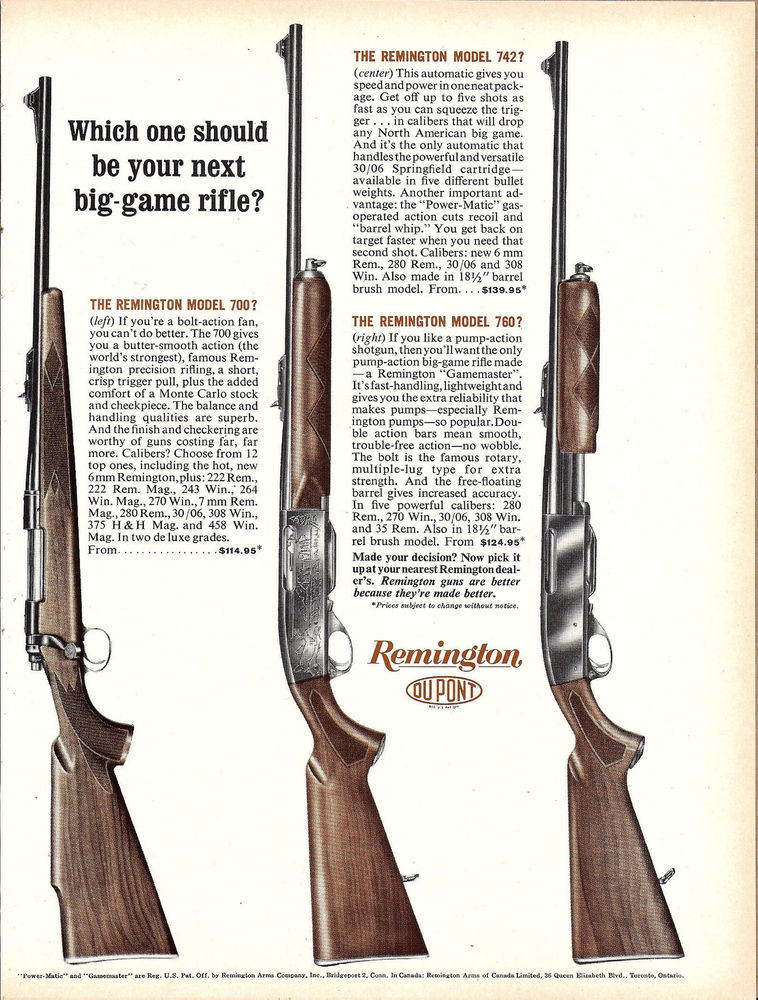
Ulotka z 1963 roku, prezentująca karabin Remington 700, Remington 742 oraz Remington Model 760

Remington Arms – amerykańska wytwórnia broni strzeleckiej i amunicji. Została założona w 1816 roku przez Eliphaleta Remingtona w Ilion w stanie Nowy Jork, pod nazwą E. Remington and Sons. Przedsiębiorstwo istnieje do dziś, a w swojej historii wyprodukowało wiele udanych konstrukcji broni strzeleckiej. Obecnie jest jej największym producentem w Stanach Zjednoczonych.
Siedziba przedsiębiorstwa znajduje się w Madison, w Karolinie Północnej.

## Modele broni Remington
Opracowane na podstawie listy z oficjalnej strony internetowej.

### Obecnie produkowane

#### Karabiny
Powtarzalne:
- Model 700
- Model 673
- Model 798
- Model 799
- Model 504
- Model 5
- Model 7
- Model 710
- XR-100
- Model 513T
- Model 30
- Model 30 Express

Pump Action:
- Model 7600
- Model 7615

Samopowtarzalne:
- Model 750
- Model 7400
- Model 81
- Model 597

Break Action:
- SPR 22
- SPR 18

#### Strzelby
Pump Action:
- Model 870
- Model M3000

Samopowtarzalne:
- Model 1100
- Model 11-87
- Model SP-10
- SPR 453
- Model 105CtI

Break Action:
- Premier O/U
- Model 332
- SPR 100
- SPR 210
- SPR 220
- SPR 310

### Wycofane z produkcji
- Scoremaster 511
- Sportmaster 512
- 241 Speedmaster
- Model 600
- Model 660
- M1903 Springfield rifle
- Model 788
- Remington Model 95
- Remington model 1858